# Одеська обласна державна адміністрація
Одеська обласна державна адміністрація (Одеська ОДА, Одеська облдержадміністрація, Одеська обласна військова адміністрація, Одеська ОВА) — місцева державна адміністрація Одеської області, яка є місцевим органом виконавчої влади і входить до системи органів виконавчої влади України. Одеська ОДА в межах своїх повноважень здійснює виконавчу владу на території Одеської області, а також реалізує повноваження, делеговані їй Одеською обласною радою.
У зв'язку з широкомасштабним вторгненням Росії до України 24 лютого 2022 року набула статусу військової адміністрації.
Діяльність облдержадміністрації регламентується та регулюється низкою законів та інших нормативно-правових актів, зокрема, Законом України «Про місцеві державні адміністрації».
Зокрема, Одеська ОДА забезпечує:
- виконання Конституції, законів України, актів Президента України, Кабінету Міністрів України, інших органів виконавчої влади вищого рівня;
- законність і правопорядок, додержання прав і свобод громадян;
- виконання державних і регіональних програм соціально-економічного та культурного розвитку, програм охорони довкілля, а в місцях компактного проживання корінних народів і національних меншин — також програм їх національно-культурного розвитку;
- підготовку та виконання відповідних бюджетів; звіт про виконання відповідних бюджетів та програм;
- взаємодію з органами місцевого самоврядування; реалізацію інших наданих державою, а також делегованих відповідними радами повноважень.

У 2022 році, на виконання Указу Президента України № 68/2022 від 24 лютого 2022 року, у зв'язку з російським вторгненням в Україну на виконання Закону України «Про правовий режим воєнного стану» для здійснення керівництва у сфері забезпечення оборони, громадської безпеки і порядку, на базі Одеської ОДА утворено Одеську обласну військову адміністрацію.

## Історія

### Голови
1. Боделан Руслан Борисович — голова Одеського облвиконкому — січень 1991 — квітень 1992
2. Симоненко Валентин Костянтинович — представник президента в Одеській області — березень — липень 1992
3. Ільїн Владлен Олексійович — липень 1992 — серпень 1994
4. Боделан Руслан Борисович — голова Одеського облвиконкому — липень 1994 — липень 1995
5. Боделан Руслан Борисович — голова Одеської обласної державної адміністрації — липень 1995 — травень 1998
6. Гриневецький Сергій Рафаїлович — травень 1998 — лютий 2005
7. Цушко Василь Петрович — лютий 2005 — травень 2006
8. Звягінцев Борис Григорович — травень — серпень 2006
9. Плачков Іван Васильович — серпень 2006 — листопад 2007
10. Сердюк Микола Дмитрович — листопад 2007 — березень 2010
11. Матвійчук Едуард Леонідович — березень 2010 — листопад 2013
12. Скорик Микола Леонідович — листопада 2013 — березень 2014
13. Немировський Володимир Леонідович — березень — травень 2014
14. Палиця Ігор Петрович — травень 2014 — 30 травня 2015
15. Саакашвілі Міхеіл — 30 травня 2015 — 9 листопада 2016
16. Бобровська Соломія Анатоліївна (в. о.) — 9 листопада 2016 — 12 січня 2017
17. Степанов Максим Володимирович — 12 січня 2017[4] — 10 квітня 2019[5]
18. Паращенко Сергій Володимирович (в. о.) — 10 квітня — 11 червня 2019
19. Шаталова Світлана Миколаївна (в. о.) — 14 червня — 11 жовтня 2019
20. Куций Максим Васильович — 11 жовтня 2019[6] — 5 листопада 2020[7]
21. Овечкін В'ячеслав Ігорович (в. о.) — 9 листопада[8] — 27 листопада 2020[9]
22. Гриневецький Сергій Рафаїлович — 27 листопада 2020[10] — 1 березня 2022[11]
23. Марченко Максим Михайлович — 1 березня 2022[12] — 15 березня 2023[13]
24. Кіпер Олег Олександрович —  30 травня 2023 - ц.ч.[14]

## Структура
- Апарат облдержадміністрації
- Департамент «Агентство з питань інвестицій та розвитку»
- Департамент зовнішньоекономічної діяльності та європейської інтеграції
- Одеське головне фінансове управління
- Департамент соціального захисту населення
- Департамент агропромислового розвитку
- Департамент розвитку інфраструктури та житлово-комунального господарства
- Управління містобудування та архітектури
- Управління взаємодії з правоохоронними органами, оборонної роботи, запобігання та виявлення корупції
- Управління культури та туризму, національності та релігій
- Управління з питань надзвичайних ситуацій
- Управління морегосподарського комплексу, транспорту та зв'язку
- Департамент освіти і науки
- Управління охорони здоров'я
- Управління у справах сім'ї та молоді
- Управління у справах фізичної культури та спорту
- Управління комунікацій з громадськістю
- Управління інформаційної діяльності
- Служба у справах дітей
- Управління охорони об'єктів культурної спадщини
- Департамент капітального будівництва
- Державний архів області

## Чинне керівництво

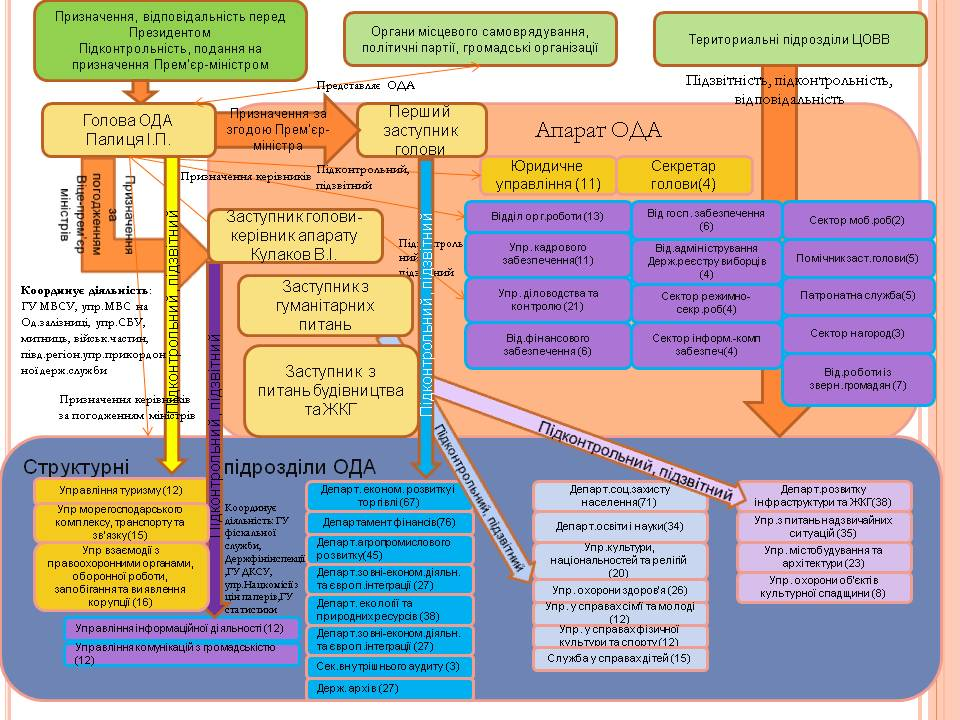
Структура Одеської обласної державної адміністрації

- Голова — Кіпер Олег Олександрович
- Перший заступник голови — Харлов Олександр Олександрович [15]
- Заступник голови з питань цифрового розвитку, цифрових трансформацій і цифровізації — Кропива Сергій Васильович [16]
- Заступник голови — Радулов Дмитро Дмитрович
- Заступник голови — Фігель Андрій Анатолійович
- Заступник голови — Шалигайло Антон Ігорович
- Заступник голови — Пуйко Юрій Анатолійович[17][18]
- Керівник апарату облдержадміністрації — Завадський Володимир Андрійович[19]